# Montigny-sur-Aube
Montigny-sur-Aube település Franciaországban, Côte-d’Or megyében. Lakosainak száma 255 fő (2022. január 1.). Montigny-sur-Aube Gevrolles, Riel-les-Eaux, Veuxhaulles-sur-Aube, Bissey-la-Côte, Courban és Latrecey-Ormoy-sur-Aube községekkel határos.

## Népesség
A település népességének változása:
| Lakosok száma | 501  | 387  | 333  | 322  | 285  | 281  | 264  | 253  | 250  | 255  |
|               | 1968 | 1982 | 1990 | 2006 | 2013 | 2015 | 2017 | 2019 | 2020 | 2022 |